# Szalapatakai Nagy család
A szalapatakai Nagy család egy Zala vármegyei nemesi család, amely kihalt a 19. század elején.

## A család története
A szalapatakai Nagy család eredetileg a Gábor alias Nagy nevet viselte; a nemesi előnevét a salomvári plébániához tartozó Szalapataka nevű település után használta. Szalapatakai Nagy György (a Gábor György név alatt), Zala vármegye alispánja, országgyűlési követe, földbirtokos felemelte a családot az ismeretlenségből: 1687. március 3-án zalamegyei alszolgabíróként, majd 1690. szeptember 19. és 1696. március 26. között zalai szolgabíróként tevékenykedett. 1700. február 2-tól 1715. szeptember 20-ig Zala vármegye alispánja volt. Ugyanakkor Gábor György 1712. március 7.-e és 1712. augusztus 2.-a, és 1714. augusztus 11.-e és 1715. június 15.-e között Zala vármegye országgyűlési követe is volt. Gábor György első felesége bellaji Bellavics Judit, aki Bellavics Gábor és lengyeltóthi Lengyel Katalinnak a lánya volt; az első házasságából nem maradt meg utóda. Első házastársa halála után Gábor György alispán feleségül vette a második hitvesét, a zalalövői Csapody családból való zalalövői Csapody Katalin kisasszonyt, zalalövői Csapody István (†1703), zalalövői várkapitány és osztopáni Perneszy Zsófia (fl. 1651–1702) lányát, aki 1728-ra már özvegyasszony volt. 1710-ben Gábor György és Csapody Katalin a pestisből való megszabadulás emlékére a Jáki templomban ajánlották fel egy fogadalmi képet, amelyen a bal és jobb alsó sarokban levő kis figurák őket ábrázolták.
1714. május 2-án a Kerka folyó melletti Kutas nevű birtokon megjelent szalapatakai Nagy György alias Gábor György, Zala vármegye másodalispánja, és neje zalalövői Csapody Katalin, valamint barkóczi Rosty László (fl. 1710-1730), vasi főszolgabíró, földbirtokos, és neje zalalövői Csapody Mária (fl. 1710-1714), és Csapody Ferenc (1689–1762), akik pert indítottak özvegy gróf Batthyány Ádámné gróf Strattmann Eleonóra ellen, mivel a grófnő officialisa és a körmendi uradalmának jószágkormányzója, Kiss Szabó alias Osterics Pál, 1711-ben a főnemesasszony összes jobbágyával hatalmaskodott ezen a Csapody féle földbirtokon és több értéket hordtak át Edericsbe szalapatakai Nagy Györgynek és barkóczi Rosty Lászlónak és feleségeinek (akik leánytestvérek) nagy károkat okozva. Gábor György alispán, megyei követ, az egészségi állapota miatt nem tudott megjelenni az országgyűlésen, és ezért az 1715. január 25-én Zalaegerszegen zajlott megyei részgyűlésen a vármegye közönsége követté választotta Inkey János légrádi kapitányt helyette. 1715. május 5-én Gábor György még megjelent a megyei közgyűlésen de egészségi állapota romlott tovább és röviden ezután meghalt; 1715. szeptember 20-ai megye gyűlésen a vármegye közönsége a következőképpen határozott: levelet kell írni a főispán úrnak, hogy a következő tisztújító székig Inkey Jánost állítsa alispánná a meghalt Gábor György helyére.
Szalapatakai Nagy György másképp Gábor György zalai alispánnak két fia született zalalövői Csapody Katalintól: az egyik szalapatakai Nagy János (1704–1759), aki szintén zalai alispán volt és 1750. április 19-én Zalabéren feleségül vette nemes Hartwig Rozát (†1784), nemes Hartwig Károly és nebojszai és galanthai Balogh Magdolna lányát; a másik fia szalapatakai Nagy József, akinek a neje kishevenesi Hevenessy Erzsébet, kishevenesi Hevenessy János és telekesi Török Julianna lánya. Szalapatakai Nagy József és Hevenessy Erzsébetnek csak egy lánya érte el a felnőttkort: szalapatakai Nagy Erzsébet (1734–1774); Jákon 1749. november 19-én férjhez ment először a barkóczi Rosty családból való barkóczi Rosty Antal (1714–1756) huszárkapitányhoz, aki Rosty Miklós és jakabházi Sallér Terézia fia, és később balásfalvi Orosz Pál altábornagyhoz. Szalapatakai Nagy Erzsébet halálával kihalt fiú néven ez az ága a családnak; első férjétől született barkóczi Rosty Antónia (1755–1797), akinek a férje tengeliczi Gindly Károly (1737–1805), királyi udvarnok, királyi asztalnok, földbirtokos, a második férjétől, balázsfalvi Orosz József kerületi táblai titkár, földbirtokos származott. 
Gábor György alispánnak az unokaöccsei vitték tovább a családot. Szalapatakai Nagy János fia, szalapatakai Nagy György (†1748) zalai főjegyző, helytartó-tanácsi ítélőmester volt. Feleségül vette nemes Lada Zsófiát (1714–1767), Lada György, a királyi Jogügyigazgatóság ügyvédje és Erdős Zsófia lányát, akitől két lány született: szalapatakai Nagy Julianna (1731–1767), aki pallini Inkey Boldizsár (1716–1792) felesége volt, és szalapatakai Nagy Mária (1734-1772), lovászi Jagasics András (1728–1786) zalai alispán felesége.
Szalapatakai Nagy György ítélőmester fivére hosszú karriert futott a vármegye közigazgatásában: szalapatakai Nagy Mihály (1706–1756) 1730. november 14. és 1738. június 18. között zalaegerszegi alszolgabíró volt. 1738. június 18-tól 1747. augusztus 13-ig Zala vármegye adószedője volt, Zala másodalispánja 1747. augusztus 21-e és 1748. augusztus 21-e között, majd 1748. augusztus 21-e és 1756. szeptember 6-a között Zala megye első alispánja lett. Alispánsága alatt 1753. február 5-én Mária Terézia magyar királynő királyi tanácsosi címet adományozott neki. Szalapatakai Nagy Mihály alispán feleségül vette barkóczi Rosty Katálin (fl. 1739-1760) kisasszonyt, barkóczi Rosty László (fl. 1710-1730), vasi szolgabíró, földbirtokos és zalalövői Csapody Mária (fl. 1710-1714) lányát. Közeli kapcsolatot ápoltak Rosty Kata leány testvérével, Rosty Annával (1722–1784), aki boldogfai Farkas Ferenc (1713–1770), zalai alispán felesége volt. Nagy Mihálynak és Rosty Katának nem volt leszármazottja, ezért az özvegyasszony az összes földbirtokát és vagyonát a kedvenc unokaöccsének, boldogfai Farkas Andrásnak (1740–1782), zalalövői szolgabírónak, hagyta a végrendeletében. 
A harmadik fivér, szalapatakai Nagy János fia, szalapatakai Nagy Péter (1698–1763), táblabíró, jómódú földbirtokos volt és háromszor nősült meg. A második hitvese nyirlaki Tarányi Rozália, nyirlaki Tarányi Ferenc zalai alispánnak és gyömörei és teölvári Gyömörey Krisztinának a lánya, akitől született két lánya: Kákosy Lászlóné szalapatakai Nagy Katalin, és Oszterhueber Ferenc zalai alispánné szalapatakai Nagy Anna. Nagy Péternek a harmadik feleségétől, petrikeresztúri Keresztúry Krisztinától (1727–1773) született a szalapatakai Nagy Ignác (1749–1794) nevű gyermeke. Nagy Ignác táblabíró, földbirtokos, feleségül vette koltai Vidos Anna (1746–1806) kisasszonyt, koltai Vidos János és vizeki Tallián Júlia lányát. Mária Terézia úrbérrendezés korában szalapatakai Nagy Péter özvegyasszonya szerepelt mint földbirtokos Ballahidán, Csében, Dobrin, Pusztaszentpéteren, Lövőn, Zalamindszenten és Zalaszentgyörgyön, és összesen 281 úrbéri holdja volt. Ignác fia, szalapatakai Nagy József (1773–1835) zalai főügyész, táblabíró, földbirtokos volt. Szalapatakai Nagy József első felesége nemes Lada Borbála (1780-?), második felesége pedig Wolny Antónia (1805–1830), Cirill és Grünwald Vera lánya volt. József húga, szalapatakai Nagy Mária (1775-?), Kovács Gyorgyovics István felesége lett. Szalapatakai Nagy József lányaival kihalt a család.

## A családi címer leírása
A Szalapatakai Nagy család címere leírása a következő: Kékben jobbra vágtató fehér pegazus. Sisakdísz: növekvő pajzs alak.

## A család jelentősebb tagjai
- Gábor György (fl. 1687–1715), Zala vármegye alispánja, országgyűlési követe, földbirtokos.
- szalapatakai Nagy György (†1748) zalai főjegyző, helytartó-tanácsi ítélőmester, földbirtokos.
- szalapatakai Nagy János (1704–1759), Zala vármegye alispánja, földbirtokos.
- szalapatakai Nagy Mihály (1706–1756), királyi tanácsos, Zala vármegye alispánja, országgyűlési képviselő, földbirtokos.
- szalapatakai Nagy József (1773–1835), Zala vármegye főügyésze, földbirtokos.